# جواهر المطالب في مناقب الإمام علي بن أبي طالب (كتاب)

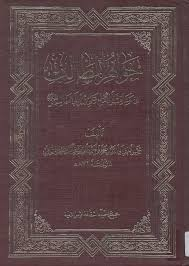
كتاب جواهر المطالب في مناقب الإمام الجليل علي بن أبي طالب عليه السلام

جواهر المطالب في مناقب الإمام الجليل علي بن أبي طالب عليه السلام، كتاب من تأليف: شمس الدين أبي البركات محمد بن أحمد الباعوني الدمشقي الشافعي المتوفى سنة 871هـ، في مناقب الخليفة علي بن أبي طالب، رتّبه على ثمانين بابًا، الباب الأوّل في ذكر نسبه، والباب الثمانون قال المؤلّف: جعلتها خاتمة في أدعية هي للأدواء حاسمة.                                                                                                                                             وأول الكتاب: "الحمد لله الذي جعل قدر عليّ في الدارين عليّا ، وأمطاه ذروة الشرف الباذخ وأعطاه الحكم صبيّا."

## المؤلف
محمد بن أحمد بن ناصر بن خليفة بن فرح بن عبد الله بن عبد الرحمن الشمس بن الشهاب الباعوني الدمشقي الشافعي. ولد بدمشق ونشأ بها فحفظ القرآن وأخذ الفقه وسمع الحديث، وكتب الكثير من كتب الحديث ونحوه بخطه. مات في رمضان سنة 871هـ، والباعوني: نسبة إلى باعون، من قرى عجلون شرقي الأردن.

## سبب تأليف الكتاب
ذكر مؤلفه أن الذي حمله على تأليفه أنه وقف على كتاب الحافظ عبد الرحمن ابن الجوزي في مناقب عمر بن الخطاب، فحداه ذلك على تأليف هذا الكتاب.

## محتوى الكتاب
يحتوي الكتاب على ثمانين بابًا في ترجمة أحوال أمير المؤمنين علي بن أبي طالب عليه السلام، مجموع من محتويات كتب مشاهير علماء الاسلام. الباب الأوّل في ذكر نسبه، ومن أبوابه باب في ذكر أشعاره عليه السلام وهو الباب السادس والستون. وهو أحد المصادر التي استعان بها السيد محسن الامين  في مقدمة ما جمعه من ديوان أمير المؤمنين عليه السلام                                                                                والباب الثمانون قال المؤلّف: جعلتها خاتمة في أدعية هي للأدواء حاسمة. وأول الكتاب: "الحمد لله الذي جعل قدر عليّ في الدارين عليّا، وأمطاه ذروة الشرف الباذخ وأعطاه الحكم صبيّا."

## طبعات الكتاب
طُبع بتحقيق: الشيخ محمد باقر المحمودي. الناشر: مجمع إحياء الثقافة الاسلامية، سنة النشر: 1415 ه‍. ق